# プラセンジット・ドゥアラ
プラセンジット・ドゥアラ（Prasenjit Duara、杜赞奇 Dù Zànqí）は、インド アッサム州生まれの中国史研究者、ドゥーク大学オスカー・タン記念東アジア研究講座教授。 その後、ラッフルズ・ヒューマニティーズ教授、シンガポール国立大学アジア研究所所長（2008年 - 2015年）を歴任。ジョージ・メイソン大学とシカゴ大学歴史学科でも教鞭をとり、2004年から2007年まで学部長を務めた。
1983年、ハーバード大学で博士号を取得。フィリップ・クーン (Philip Kuhn)に学ぶ。博士論文は 『農村社会における権力：華北の農村、1900 - 1940年』。処女作である『文化・権力・国家：1900年 - 1942年における華北農村』（スタンフォード大学出版 1988年）はジョン・キング・フェアバンク賞（アメリカ歴史学会）やジョセフ・レビンソン賞（アジア研究協会）を受賞。
中国史に加え、20世紀のアジアにおける歴史思想や歴史学についても、広く研究している。彼の初期研究は、20世紀中国における農村社会に関するものだったが、その後ナショナリズムや帝国主義、近代の歴史意識の起源に関する研究に転じていった。アジアや環境の持続性に関するニューヨークタイムズでのインタビューで、イアン・ジョンソンは彼を「アジア文化における最も独創的な思想家の一人」と称した。2019年から2020年まで、世界約7,000千人もの研究者を擁する、アジア研究協会の会長も務めた。

## 学歴
インド、デヘラードゥーンのドゥーンスクールに通い、デリーのセントスティーブンズカレッジで歴史学を学ぶ。
その後ジャワハルラール・ネルー大学にて中国学の研究修士を取得。
1983年に、ハーバード大学 歴史及び東アジア言語学にて博士号を取得。

## 職歴
これまで、プリンストン大学、ジョージ・メイソン大学で教鞭をとり、スタンフォード大学ではMellonフェローを務めた。
1990年から2008年まで、シカゴ大学で教鞭をとり、中国研究委員会委員長（1994年-1996年）、歴史学部長（2004年-2007年）を歴任。
2009年から20015年まで、シンガポール国立大学でラッフルズ・ヒューマニティーズ教授を歴任。2016年1月、ドゥーク大学オスカー・タン記念東アジア研究講座教授に就任した。
2017年、オスロ大学から名誉博士号を授与された。2019年から2010年まで、アジア研究協会の会長を務めた。

## 主な出版物
- ------ (2015) The Crisis of Global Modernity: Asian Traditions and a Sustainable Future. Cambridge University Press http://www.cambridge.org/us/academic/subjects/history/global-history/crisis-global-modernity-asian-traditions-and-sustainable-future
- New York Times discussion of book, https://www.nytimes.com/2016/10/18/world/asia/china-religion-prasenjit-duara.html?smprod=nytcore-iphone&smid=nytcore-iphone-share&_r=1
- (1995). Rescuing History from the Nation: Questioning Narratives of Modern China. Chicago; London: University of Chicago Press
- (2004). Decolonization: Perspectives from Now and Then. London; New York: Routledge. ISBN 978-0-415-24841-9
- Duara, Prasenjit (2006). “Nationalism in East Asia”. History Compass 4 (3):  407–427. doi:10.1111/j.1478-0542.2006.00329.x.
- (2004). Decolonization : Perspectives from Now and Then. London; New York: Routledge. ISBN 978-0-203-48552-1
- (1988). Culture, Power, and the State: Rural North China, 1900–1942. Stanford, Calif.: Stanford University Press
- (2009). The Global and Regional in China's Nation-Formation. London; New York: Routledge
- (2003). Sovereignty and Authenticity: Manchukuo and the East Asian Modern. Lanham: Rowman & Littlefield Publishers. ISBN 978-0-7425-2577-1
  - 「１　統治のテクノロジー（植民地統治と南方軍政―帝国・日本の解体と東南アジア」『満州国における民族と民族学』岩波書店〈支配と暴力(岩波講座アジア・太平洋戦争 ; 7)〉、2006年5月25日。

### ジャーナル
- Prasenjit Duara (2000-1-1). “Local Worlds: The Poetics and Politics of the Native Place in Modern China”. South Atlantic Quarterly (South Atlantic Quarterly) 99 (1):  13–48. doi:10.1215/00382876-99-1-13.
  - 山本英史 編、山本英史·佐藤仁史 訳「《地方》という世界──政治と文学に見る近代中国おける郷土──」『伝統中国の地域像』慶應義塾大学出版会、2000年1月2日。ISBN 978-4766408072。